# 普雷茨
普雷茨（德語：Preetz，發音：[ˈpʁeːts] ⓘ）是德国石勒苏益格-荷尔斯泰因州普伦县的城市，面积14.4平方千米，2023年12月31日人口为16,186人。